# Kirow-Inseln
Die Kirow-Inseln (russisch Острова (Сергея) Кирова, Ostrowa (Sergeja) Kirowa) sind eine unbewohnte Inselgruppe in der Karasee vor der Nordküste Russlands. Administrativ gehört die Inselgruppe zum Rajon Taimyr in der Region Krasnojarsk. Benannt sind die Inseln nach Sergei Mironowitsch Kirow, einem bedeutenden sowjetischen Staats- und Parteifunktionär.

## Geographie
Die Kirow-Inseln liegen rund 140 Kilometer nördlich der sibirischen Küste, 100 Kilometer nordwestlich des Nordenskiöld-Archipels und etwa 180 Kilometer südwestlich von Sewernaja Semlja. Die Gruppe besteht aus acht Inseln, die sich von Südwest nach Nordost über eine Länge von 80 Kilometern erstrecken. Größte und höchste Insel ist Issatschenko (Исаченко) mit 180,6 km² Fläche und 57 m Höhe über dem Meer. Die Gesamtfläche der Inselgruppe lässt sich grob auf 250 bis 300 km² abschätzen.
Die Kirow-Inseln sind ein Bestandteil des Bolschoi Arktitscheski Sapowednik, (Большой Арктический государственный природный заповедник), des größten Naturschutzgebietes Russlands.